# Kisbilács
Kisbilács (horvátul: Mali Bilač) falu Horvátországban, Pozsega-Szlavónia megyében. Közigazgatásilag Pleterniceszentmiklóshoz tartozik.

## Fekvése
Pozsegától légvonalban 18, közúton 25 km-re keletre, községközpontjától légvonalban 9, közúton 13 km-re északkeletre, a Pozsegáról Diakóvárra menő főúttól északra, a Dilj-hegység északi lejtőin és a Longya mellékvize a Markovac-patak völgyében fekszik.

## Története
Területe már az ókorban lakott volt, határában kora vaskori temető található. Bilács neve abban az 1544-es okiratban szerepel először, melyben a Grapszki család kéri a bécsi udvarnál elvesztett szlavóniai birtokaiban való megerősítését. A török uralom idején katolikus horvátok lakták. Neve szerepel az 1545-ös török defterben. A török uralom idején katolikus horvátok lakták.
1698-ban „Bilacz” néven 4 portával szerepel a török uralom alól felszabadított szlavóniai települések összeírásában. A török alóli felszabadulás után a bécsi kamara birtoka volt. 1702-ben 5, 1755-ben 11 ház állt a településen.
Az első katonai felmérés térképén „Dorf Mali Bilacs” néven található. Lipszky János 1808-ban Budán kiadott repertóriumában „Billach vel. Bielacs (Mali)” néven szerepel. Nagy Lajos 1829-ben kiadott művében „Billach Mali, Kis Bilacz, Bielacs” néven összesen 26 házzal, 141 katolikus vallású lakossal találjuk.
A településnek 1857-ben 116, 1910-ben 138 lakosa volt. 1910-ben a népszámlálás adatai szerint teljes lakossága horvát anyanyelvű volt. Pozsega vármegye Pozsegai járásának része volt. Az I. világháború után 1918-ban az új szerb-horvát-szlovén állam, majd később (1929-ben) Jugoszlávia része lett. 1991-ben teljes lakossága horvát nemzetiségű volt. A településnek 2011-ben 21, többnyire idős lakosa volt, akik főként a mezőgazdaságból éltek.

## Lakossága
| Lakosság változása | Lakosság változása | Lakosság változása | Lakosság változása | Lakosság változása | Lakosság változása | Lakosság változása | Lakosság változása | Lakosság változása | Lakosság változása | Lakosság változása | Lakosság változása | Lakosság változása | Lakosság változása | Lakosság változása | Lakosság változása |
| ------------------ | ------------------ | ------------------ | ------------------ | ------------------ | ------------------ | ------------------ | ------------------ | ------------------ | ------------------ | ------------------ | ------------------ | ------------------ | ------------------ | ------------------ | ------------------ |
| 1857               | 1869               | 1880               | 1890               | 1900               | 1910               | 1921               | 1931               | 1948               | 1953               | 1961               | 1971               | 1981               | 1991               | 2001               | 2011               |
| 116                | 108                | 92                 | 89                 | 91                 | 138                | 140                | 142                | 137                | 141                | 113                | 87                 | 41                 | 34                 | 26                 | 21                 |